# Anathamna
Anathamna là một chi bướm đêm thuộc phân họ Olethreutinae trong họ Tortricidae.

## Các loài
- Anathamna anthostoma Meyrick, 1928
- Anathamna chionopyra Diakonoff, 1953
- Anathamna megalozona Meyrick, 1916
- Anathamna neospermatophaga Pooni & Rose, 2005
- Anathamna ostracitis Meyrick, 1911
- Anathamna plana Meyrick, 1911
- Anathamna syringias Meyrick, 1911